# 中国语文
《中国语文》是中華人民共和國一份研究汉语现状、历史以及语言运用的专门性学术期刊，创刊于1952年7月，由中國社會科學院語言研究所與中国文字改革研究委员会合办，中国语文杂志社编辑，人民教育出版社出版。

## 外部鏈接
- 官方网站